# La Sartera
La Sartera (spanisch Sertera) ist ein Weiler in der Parroquia Pola de Laviana der Gemeinde Laviana in der autonomen Region Asturien in Spanien.

## Geographie
La Sartera ist ein Weiler mit drei Einwohnern (2011). Es liegt auf 585 msnm.
La Sartera ist vier Kilometer von Pola de Laviana, dem Hauptort der Gemeinde Laviana, entfernt.

## Wirtschaft
Der Weiler besteht aus einem landwirtschaftlichen Betrieb, der Obst und Viehwirtschaft betreibt.
Land- und Forstwirtschaft sowie der Abbau von Kohle und Eisen haben die Region seit Jahrhunderten geprägt.

## Klima
Angenehm milde Sommer mit ebenfalls milden, selten strengen Wintern. In den Hochlagen können die Winter durchaus streng werden.